# 船橋市立前原中学校
船橋市立前原中学校（ふなばししりつ まえばらちゅうがっこう）は、千葉県船橋市中野木二丁目にある公立中学校。通称は「前原」（まえばら）または「前中」（まえちゅう）。 なお、「前原」の読みについては脚注を参照のこと。

## 沿革
- 1961年 - 船橋市立前原中学校として開校

## 周辺施設
- 京成電鉄京成松戸線前原駅
- JR中央総武線東船橋駅
- JR中央総武線津田沼駅
- 船橋市立中野木小学校
- 船橋市立前原小学校
- 船橋市立飯山満南小学校

## 著名な出身者
- 竹嶋裕二[3] - サッカー選手
- 倉木麻衣
- 鈴木浩子 - 千葉県議会議員、元船橋市議会議員
- 田代直希 - バスケットボール選手 - 琉球ゴールデンキングス→千葉ジェッツ